# Herrsching
Herrsching es un municipio del distrito de Starnberg, estado de Baviera (Alemania) situado sobre la orilla este del lago Ammer, al suroeste de Múnich. La población es de unos 8000 habs. en invierno y 13 000, en verano. Es popular por ser el lugar de partida para las excursiones al Monasterio de Andechs, meta de muchos peregrinos y famoso por su iglesia de estilo rococó.

## Historia
Durante los años posteriores a la Segunda Guerra Mundial, su castillo fue convertido en un hospital de rehabilitación para los soldados que habían perdido alguna extremidad en dicha guerra.